# کامبیل
کامبیل (به اسپانیایی: Cambil) یکی از دهستان‌های استان خائن در کشور اسپانیا است. این شهر با مساحت ۱۴۰ کیلومتر مربع، ۲۹۱۲ تن جمعیت دارد.